# Cem Bölükbaşı

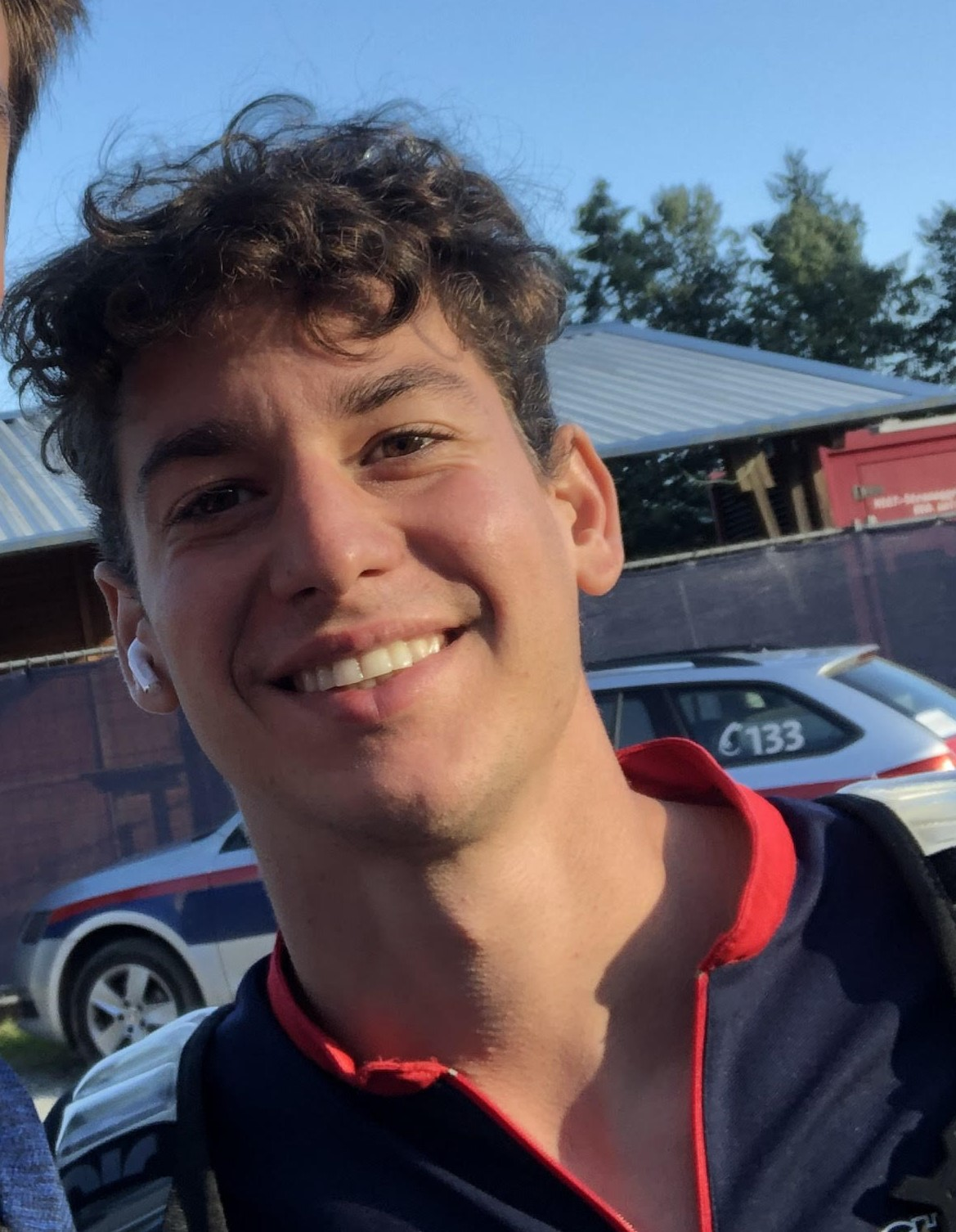
Cem Bölükbaşı (2022)

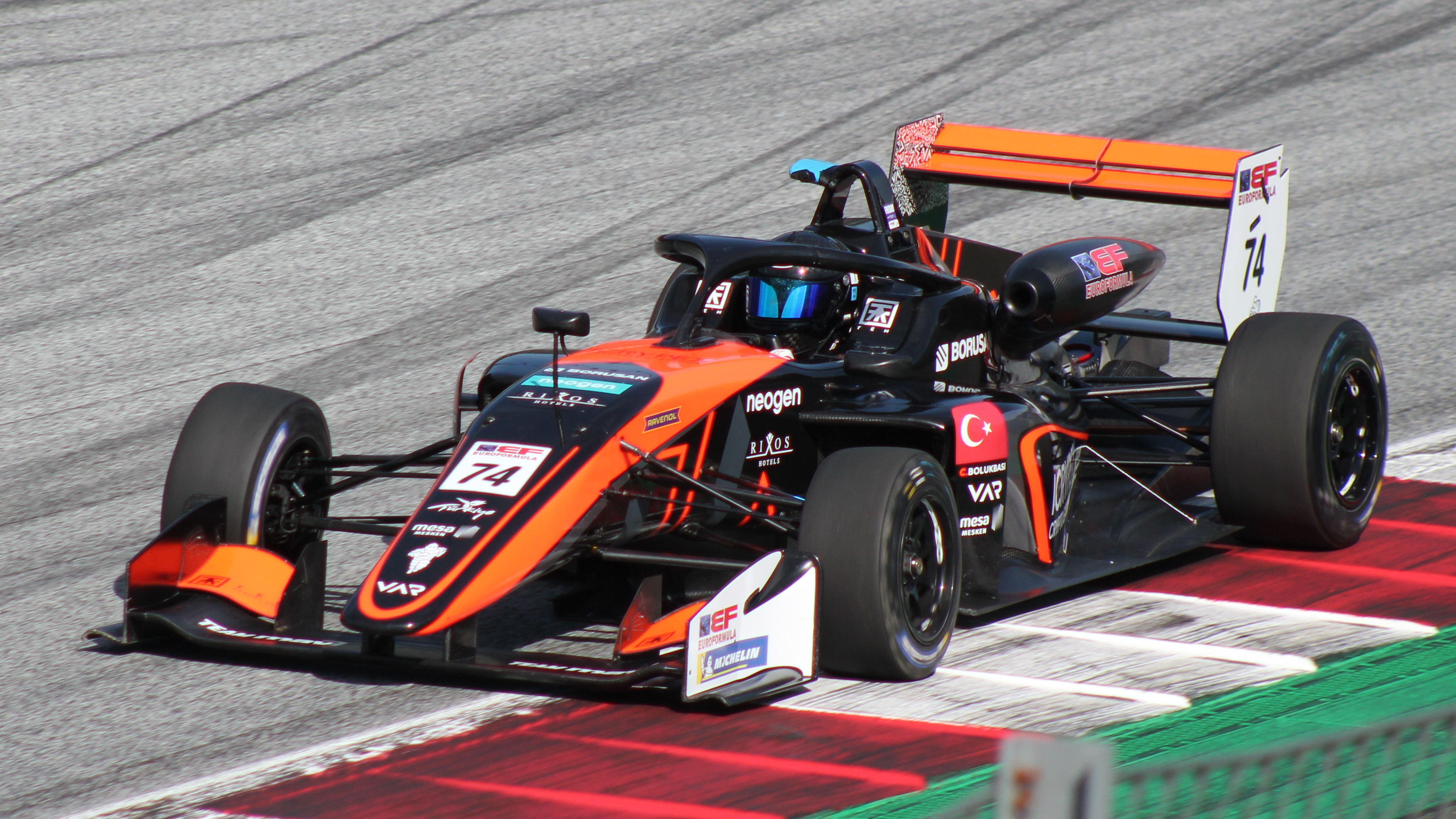
Cem Bölükbaşı in Spielberg 2021 in der Euroformula Open 2021.

Cem Bölükbaşı (* 9. Februar 1998 in Istanbul) ist ein türkischer Automobilrennfahrer und ehemaliger E-Sportler, welcher in der Saison 2022 in der FIA-Formel-2-Meisterschaft für Charouz Racing antritt.

## Karriere
Bölükbaşı begann seine Karriere als Rennfahrer 2004 in Motocross. 2007 wechselte er dann in den Kartsport. Er fuhr bis 2012 im Kartsport und erzielte 2009 den dritten Platz in der türkischen Kartmeisterschaft in der Kategorie Mini.
Nachdem er erstmals im Jahr 2015 im E-Sport aufgefallen war, wurde er 2017 von der Organisation G2 Esports verpflichtet. 2017 nahm er an der ersten Ausgabe der Formula 1 Esports Series teil, welche er auf dem 5. Platz in der Gesamtwertung abschloss, 2018 erzielte er in der F1 Esports Series den 12. Rang in der Wertung. Im folgenden Jahr fuhr er in der F1 Esports Series für das Toro Rosso Esports Team, welche er auf dem 21. Platz beendete.
2019 fuhr er erstmals seit seiner Zeit im Kartsport in der realen Welt des Motorsports mit zwei Einsätzen im Formel Renault Eurocup 2019. 2020 nahm er an der GT4 European Series in der Pro-AM Wertung teil, welche er zusammen mit Yagiz Gedik auf dem 2. Platz in der Gesamtwertung beendete. Außerdem fuhr er weiterhin im E-Sport, wo er die Formula Renault Esport Series 2020 gewann.
2021 wechselte Bölükbaşı endgültig zurück zum Motorsport. Er fuhr einzelne Rennen in der European Le Mans Series LMP3 und der GT4 European Series. Die Euroformula-Open-Saison 2021 beendete er mit zwei Siegen auf dem fünften Platz in der Gesamtwertung. Außerdem bestritt er die asiatische Formel-3-Meisterschaft, die er auf dem neunten Platz im Klassement abschloss.
2022 wurde sein Wechsel in die FIA-Formel-2-Meisterschaft zu Charouz Racing bekannt. Bei einem Trainingsunfall in Jeddah verletzte sich Bölükbaşı und zog sich eine Gehirnerschütterung zu. Bei dem darauffolgenden Rennwochenende in Imola konnte er nicht starten und wurde durch David Beckmann ersetzt. Mit dreizehn Rennteilnahmen erreichte er den 24. Platz in der Gesamtwertung ohne Punkte. Überdies nahm er an drei Rennen der 2022 Formula Regional Asian Championship teil.

## Statistik

### Le-Mans-Ergebnisse
| Jahr | Team           | Fahrzeug | Teamkollege | Teamkollege | Platzierung | Ausfallgrund |
| ---- | -------------- | -------- | ----------- | ----------- | ----------- | ------------ |
| 2025 | Nielsen Racing | Oreca 07 | Colin Braun | Naveen Rao  | Ausfall     | Unfall       |

### Einzelergebnisse in der FIA-Langstrecken-Weltmeisterschaft
| Saison | Team           | Rennwagen | 1   | 2   | 3   | 4   | 5   | 6   | 7   | 8   |
| ------ | -------------- | --------- | --- | --- | --- | --- | --- | --- | --- | --- |
| 2025   | Nielsen Racing | Oreca 07  | KAT | IMO | SPA | LEM | SAO | AUS | FUJ | BAH |
| 2025   | Nielsen Racing | Oreca 07  | DNF |     |     |     |     |     |     |     |